# Saison 6 des Experts : Miami
Chronologie
Saison 5 des Experts : Miami Saison 7 des Experts : Miami
Cet article présente le guide des épisodes de la saison 6 de la série télévisée Les Experts : Miami (CSI: Miami).

## Généralités
À la suite de la grève de la Writers Guild of America survenue entre novembre 2007 et février 2008 ayant causé des retards dans l'écriture des scripts, la saison a été réduite à 21 épisodes.

## Distribution de la saison

### Acteurs principaux
- David Caruso (VF : Bernard Métraux) : Horatio Caine
- Emily Procter (VF : Rafaèle Moutier) : Calleigh Duquesne
- Adam Rodriguez (VF : Cyrille Artaux) : l'inspecteur Eric Delko
- Khandi Alexander (VF : Annie Milon) : Dr Alexx Woods (épisodes 1 à 19)
- Jonathan Togo (VF : Valentin Merlet) : l'inspecteur Ryan Wolfe
- Rex Linn (VF : Jean-Pierre Bagot) : le sergent Frank Tripp
- Eva LaRue (VF : Anne Massoteau) : Natalia Boa Vista

### Acteurs récurrents et invités
- Evan Ellingson (VF : Hervé Grull) : Kyle Harmon
- Boti Ann Bliss (VF : Céline Ronté) : Maxine Valera
- David Lee Smith (VF : Gérard Sergue) : Rick Stetler
- Johnny Whitworth (VF : Anatole de Bodinat) : Jake Berkeley
- Sofia Milos (VF : Anna Macina) : Yelina Salas (épisodes 1 et 15)
- Christina Chang : State Attorney Rebecca Nevins (épisodes 3, 7 et 13)
- Rory Cochrane (VF : Tanguy Goasdoué) : Tim Speedle (épisode 4)
- Brendan Fehr (VF : Cédric Colombier): Dan Cooper (épisodes 4, 15 et 16)
- Elizabeth Berkley (VF : Françoise Cadol) : Julia Winston[1] (épisodes 13, 15, 16 et 21)
- Kim Coates (VF : Gabriel Le Doze) : Ron Saris (épisodes 15, 16 et 21)
- Heather Hemmens : Stéphanie Bennett (épisode 1)
- David Gallagher : Rick Bates (épisode 1)
- Kevin Durand : Michael Abernathy (épisode 1)
- Jessica Szohr (VF : Ingrid Donnadieu) : Samantha Barrish (épisodes 2, 3 et 5)
- Jessy Schram : Candace Walker (épisode 2)
- Brian Krause : Robert Whitten (épisode 2)
- Colton Haynes : Brandon Fox (épisode 4)
- Stana Katic : Rita Sullivan (épisode 5)
- Claire Coffee : Wendy Legassic (épisode 5)
- Dina Meyer : Elissa McClaine (épisode 5)
- Tyler Hoechlin : Shawn Hodges (épisode 6)
- Greg Rikaart : Scott LeBrock (épisode 7)
- Helena Mattsson : Juliana Ravez (épisode 7)
- Michael Welch : Shane Partney (épisode 8)
- Leslie Hope : Denise Partney (épisode 8)
- Dean Cain (VF : Emmanuel Curtil) : Roger Partney (épisode 8)
- Sasha Pieterse : Beth Buckley (épisode 9)
- Jake Abel (VF : Alexandre Borras) : Charlie Sheridan (épisode 9)
- Erika Alexander : Tanya Thorpe (épisode 11)
- Sasha Roiz : Darren Butler (épisode 11)
- Warren Kole (VF : Stéphane Pouplard) : Russell Brooks (épisode 14)
- Torrey DeVitto : Kelly Chapman (épisode 14)
- Graham McTavish : Mitch Davis (épisode 16)
- George Newbern : Kevin Weaver (épisode 17)
- John Schneider : Charles Brighton (épisode 18)
- Edi Gathegi : Freddie Mays (épisode 18)
- Tom Sizemore : Kurt Rossi (épisode 20)
- Mireille Enos : Lucy Maddox (épisode 20)
- Lyriq Bent : Colin Madison (épisode 21)
- Kaitlin Doubleday : Amanda Brighton (épisode 18)
- Justin Baldoni : Damon Argento (épisode 2)
- Nolan North : Ken Walker (épisode 2)
- Hannah Marks : Amanda (épisode 2)

## Épisodes

### Épisode 1:Gènes opposés
- États-Unis /  Canada : 24 septembre 2007 sur CBS / CTV[2]
- France : 25 novembre 2008 sur TF1
- Québec : 31 août 2009 sur Séries+[3]

- États-Unis : 15,08 millions de téléspectateurs[4] (première diffusion)
- France : 9,158 millions de téléspectateurs[5] (première diffusion)

- Sofia Milos (Yelina Salas)
- Johnny Whitworth (Jake Berkeley)
- Boti Ann Bliss (Maxine Valera)
- Evan Ellingson (Kyle Harmon)
- Russell Andrews (Andrew Bennett)
- David Gallagher (Rick Bates)
- Lisa Sheridan (Kathleen Abernathy)
- Kevin Durand (Michael Abernathy)
- Heather Hemmens (Stephanie Bennett)
- Jared Bell (Dylan Lester)
- Tahmus Rounds (Foster Dad)
- Dexter Fletcher (Agent du SWAT)

Les détectives enquêtent sur le meurtre d'Andrew Bennett, un juge de l'application des peines, tué par balle à son domicile. Le principal suspect est un certain Kyle Harmon, âgé de seize ans, mais Bennett avait permis à celui-ci de trouver un emploi et l'adolescent n'avait aucun motif de l'éliminer. Par ailleurs, les experts ont retrouvé l'empreinte des chaussures de Dylan Lester, âgé de dix-huit ans, dans la maison de Bennett. Dylan explique que Bennett l'a surpris dans la chambre de sa fille et que cela s'est terminé en bagarre, mais rien de plus. Stephanie, la fille de la victime, explique que depuis la mort de sa mère, son père a pris en charge de plus en plus de cas difficiles. Parallèlement, l'épouse d'un surveillant de prison est prise en otage, et les soupçons s'orientent vers le surveillant de prison. L'examen de la douille retrouvée, issue de la balle tirée par le tueur, montre les empreintes digitales de Ryan Wolf, actuellement chargé d'un stand de tir. Se pourrait-il qu'il soit de mèche avec le tueur ?
Enfin, la lecture de l'état-civil de Kyle permet à Horatio de supposer que Kyle Harmon pourrait bien être son fils…

### Épisode 2:Cyber-lébrité
- États-Unis : 1er octobre 2007 sur CBS
- France : 25 novembre 2008 sur TF1
- Québec : 7 septembre 2009 sur Séries+

- États-Unis : 14,72 millions de téléspectateurs[6] (première diffusion)
- France : 8,757 millions de téléspectateurs[5] (première diffusion)

- David Lee Smith (Lieutenant Rick Stetler des Affaires Internes)
- Jessica Szohr (Samantha Barrish)
- Jessy Schram (Candice Walker)
- Nolan North (Ken Walker)
- Andrea Robinson (Meg Walker)
- Michael Hamilton (Luke Selyan)
- Brianne Davis (Miranda Harton)
- Brian Krause (Robert Whitten)
- Vince Vieluf (Gil Callem)
- Hannah Marks (Amanda)
- Justin Baldoni (Damon Argento)
- Brandon Hirsch (Barista)
- Najla Bashirah (Fan)
- John Burke (Journaliste sur scène)

### Épisode 3:Transfert à haut risque
- États-Unis : 8 octobre 2007 sur CBS
- France : 3 décembre 2008 sur TF1
- Québec : 14 septembre 2009 sur Séries+

- États-Unis : 14,45 millions de téléspectateurs[7] (première diffusion)
- France : 9,943 millions de téléspectateurs[8] (première diffusion)

- Boti Ann Bliss (Valera)
- Evan Ellingson (Kyle Harmon)
- Jessica Szohr (Samantha Barrish)
- Luis Moncada (Julio Rentoria)
- Joey Gaytan (Trevor Battle)
- Aries Spears (Oscar Monahan)
- Keith Hamilton Cobb (Oscar's Lawyer)
- Lauren Mary Kim (Veronica Eckland)
- John Sharian (Joe LeBrock)
- David Newsom (en) (Will Bedford)
- Callard Haris (Barry Slater)
- Chris William Martin (Rich Caprioto)
- Steve Toussaint (Juge Hugo)
- Loren Olson (Policier en uniforme)
- Jeff De Serrano (Agent pénitentiaire)

### Épisode 4:Mort à crédit
- États-Unis : 15 octobre 2007 sur CBS
- France : 10 décembre 2008 sur TF1
- Québec : 21 septembre 2009 sur Séries+

- États-Unis : 15,59 millions de téléspectateurs[9] (première diffusion)
- France : 9,465 millions de téléspectateurs[10] (première diffusion)

- Rory Cochrane (Tim Speedle)
- Brendan Fehr (Dan Cooper)
- Johnny Whitworth (Det. Jake Berkeley)
- Colton Haynes (Brandon Fox)
- Arielle Vandenberg (Jessica Taylor)
- Jeff Hephner (Gary Lanier)
- Yusuf Gatewood (Gary Howardwick)
- Kyle Schmid (Andrew Hillman)
- Jennifer Tung (Rebecca Palmer)
- Deja Kreutzberg (Lori)
- Casey Lee (Mike Carlton)

### Épisode 5:Enquête à froid
- États-Unis : 22 octobre 2007 sur CBS
- France : 10 décembre 2008 sur TF1
- Québec : 28 septembre 2009 sur Séries+

- États-Unis : 15,66 millions de téléspectateurs[11] (première diffusion)
- France : 9,143 millions de téléspectateurs[10] (première diffusion)

- Boti Ann Bliss (Valera)
- David Lee Smith (Rick Stetler)
- Johnny Whitworth (Jake Berkeley)
- Vivan Dugre (Heather Amberson)
- Jessica Szohr (Samantha Barrish)
- Chris William Martin (Rich Caprioto)
- Dale Midkiff (Doug McClain)
- Dina Meyer (Elissa McClain)
- Klein Paul Schulze (Dr Werner)
- Flex Alexander (Martin Wilson)
- Stana Katic (Rita Sullivan)
- Claire Coffee (Wendy Legassic)
- Lucas Caleb Rooney (Theo Knight)
- Marita De Leon (April Stapleton)

### Épisode 6:Éclipse mortelle
- États-Unis : 29 octobre 2007 sur CBS
- France : 16 décembre 2008 sur TF1
- Québec : 5 octobre 2009 sur Séries+

- États-Unis : 14,85 millions de téléspectateurs[12] (première diffusion)
- France : 9,374 millions de téléspectateurs[13] (première diffusion)

- Boti Ann Bliss (Maxine Valera)
- Johnny Whitworth (Jake Berkeley)
- Jessica Szohr (Samantha Barrish)
- Tyler Hoechlin (Shawn Hodges)
- David Lee (Nicholas Pike)
- Jay Haggis (Ronnie Temple)
- Fiona Loewi (Diana Long)
- Christopher Michael Rivera (Mario Montero)
- James Jordan (Clint Gilmore)
- Janelle Velasquez (Carla)
- Julianna Guill (Kelly)
- John Patrick Jordan (Étudiant de fraternité #1)
- Erik Valdez (Étudiant de fraternité #2)

### Épisode 7:Défilé électrique
- États-Unis : 5 novembre 2007 sur CBS
- France : 2 décembre 2008 sur TF1
- Québec : 12 octobre 2009 sur Séries+

- États-Unis : 14,07 millions de téléspectateurs[14] (première diffusion)
- France : 9,337 millions de téléspectateurs[8] (première diffusion)

- David Lee Smith (Rick Stetler)
- Christina Chang (Rebecca Nevins)
- Evan Ellingson (Kyle Harmon)
- John Sharian (Joe LeBrock)
- Aries Spears (Oscar Monahan)
- Steve Toussaint (Juge Hugo Kemp)
- Adrian Wilson (Gavin Hauer)
- Greg Rikaart (Scott LeBrock)
- Helen Tucker (Alisha Reilly)
- Chris Tardio (Terrence Kerr)
- Matthew Del Negro (Mike Farallon)
- Helena Mattsson (Juliana Ravez)
- Rylan Williams (Garde)
- Kristin Malia (Journaliste de mode)
- Hoyt Richards (Richie Rick)
- Anya Monzikova (Richie Rita)
- Vincent M. Ward (Marshall Abrams)
- Frankie Rodriguez (Juan Cavanas)
- Matt Doherty (Corey Burton)

### Épisode 8:Dernières vacances
- États-Unis : 12 novembre 2007 sur CBS
- France : 16 décembre 2008 sur TF1
- Québec : 19 octobre 2009 sur Séries+

- États-Unis : 15,46 millions de téléspectateurs[15] (première diffusion)
- France : 8,759 millions de téléspectateurs[13] (première diffusion)

- Gabrielle Christian (Amy Hobbs)
- Leslie Hope (Denise Partney)
- Dean Cain (Roger Partney)
- Michael Welch (Shane Partney)
- Antonio Jaramillo (Mitch Pena)
- Wes Brown (Brian Partney)
- Andres Perez-Molina (Luis Mendoza)
- Jesse Garcia (Vasco Torres)
- Gina Salemi (Screaming Girl)
- Kevin Mondane Jr. (Voiturier)

### Épisode 9:Un gramme de trop
- États-Unis : 19 novembre 2007 sur CBS
- France : 10 avril 2009 sur TF1
- Québec : 26 octobre 2009 sur Séries+

- États-Unis : 15,83 millions de téléspectateurs[16] (première diffusion)
- France : 6,163 millions de téléspectateurs[17] (première diffusion)

- Johnny Whitworth (Jake Berkley)
- David Lee Smith (Rick Stetler)
- Charles Malik Whitworth (Andre Harding)
- Tanya Clarke (Valerie Gaynor)
- Jim True-Frost (Dave Keppling)
- Matt McTighe (Pete Morton)
- Jeff Leaf (Mark Boyd)
- Sasha Pieterse (Beth Buckley)
- Jake Abel (Charlie Sheridan)
- Cole Petersen (Logan Sheridan)

### Épisode 10:Nounous modèles
- États-Unis : 26 novembre 2007 sur CBS
- France : 17 avril 2009 sur TF1
- Québec : 2 novembre 2009 sur Séries+

- États-Unis : 15,58 millions de téléspectateurs[18] (première diffusion)
- France : 6,58 millions de téléspectateurs[19] (première diffusion)

- Justin Bruening (Craig Abbott)
- William R. Moses (Dennis Lambert)
- Jordan Garrett (Jonah Lambert)
- Ellery Sprayberry (Megan Lambert)
- Kristin Richardson (Kate Lambert)
- Matt Stasi (Matthew Finn)
- Lorena Bernal (Mia Fernandez)
- Paula Miranda (Rebecca)
- Henri Lubatti (Ron Coswell)
- Sonalii Castillo (Vanessa Waters)
- Curt Doussett (Wayne)

### Épisode 11:Le Vaporisateur
- États-Unis : 10 décembre 2007 sur CBS
- France : 1er mai 2009 sur TF1
- Québec : 9 novembre 2009 sur Séries+

- États-Unis : 14,11 millions de téléspectateurs[20] (première diffusion)
- France : 6,611 millions de téléspectateurs[21] (première diffusion)

- Boti Ann Bliss (Maxine Valera)
- Terry Serpico (Steve Lancaster)
- Erika Alexander (Agent Tanya Thorpe des douanes)
- John Ortiz (Gabriel Soto)
- Mark Wystrach (Patrick Austin)
- Rockmond Dunbar (Nathan Reilly)
- Sasha Roiz (Darren Butler)
- Chad Guerrero (Pedro Rupan)
- Patrick Wolff (Eddie Padura)
- Eddie Diaz (Hector Malcas)
- Justin Alverez (Stefan Bohdan)
- Roberto Alcaraz (Soto Look-a-like)

### Épisode 12:Deux morts pour un cadavre
- États-Unis : 17 décembre 2007 sur CBS
- France : 24 avril 2009 sur TF1
- Québec : 16 novembre 2009 sur Séries+

- États-Unis : 14,01 millions de téléspectateurs[22] (première diffusion)
- France : 6,32 millions de téléspectateurs[23] (première diffusion)

- Boti Ann Bliss (Maxine Valera)
- Matthew Del Negro (Mike Farallon)
- Erin Cahill (Rachel Hemming / Rachel Desmonde)
- Mark Rolston (agent Glen Cole du FBI)
- Ricky Harris (Jeremy Broyles)
- Tia Texada (Jane Duncroft)
- Micah Alberti (Zach Hemming)
- Mette Holt (Linda Farallon)
- Brian Elerding (type hagard)
- Schuyler Yancey (officier)
- Russell Edge (chef d'équipe)

### Épisode 13:Passé recomposé
- États-Unis : 14 janvier 2008 sur CBS
- France : 8 mai 2009 sur TF1
- Québec : 23 novembre 2009 sur Séries+

- États-Unis : 14,80 millions de téléspectateurs[24] (première diffusion)
- France : 6,27 millions de téléspectateurs[25] (première diffusion)

- Boti Ann Bliss (Maxine Valera)
- Evan Ellingson (Kyle Harmon)
- Christina Chang (Rebecca Nivins)
- Lisa Sheridan (Kathleen Newberry)
- Steve Toussaint (juge Hugo Kemp)
- Elizabeth Berkley (Julia Winston)
- Robert Merrill (Bill Winston)
- Jay R. Ferguson (Larry Hopkins)
- Anne Rose Hopkins (Pamela Osborne)
- Josh Kelly (Paul)
- Bee-Be Smith (greffier)
- Jeff DeSerrano (agent pénitentiaire)

### Épisode 14:La Mariée assassinée
- États-Unis : 24 mars 2008 sur CBS
- France : 12 mai 2009
- Québec : 30 novembre 2009 sur Séries+

- États-Unis : 16,06 millions de téléspectateurs[26] (première diffusion)
- France : 8,648 millions de téléspectateurs[27] (première diffusion)

- David Lee Smith (Rick Stetler)
- Rich McDonald (Greg Tanner)
- Warren Kole (Russell Brooks)
- Jarrod Ray Bunch (Duane Cross)
- Brook Kerr (Lexa Knowles)
- Torrey DeVitto (Kelly Chapman)
- Jelly Howie (Susan Alston)
- David Hunt Stafford (Minister)
- Fabiana Udenio (Amanda Ravaro)
- Ken Marino (Alan Farris)

### Épisode 15:Embuscades
- États-Unis : 31 mars 2008 sur CBS
- France : 26 mai 2009
- Québec : 7 décembre 2009 sur Séries+

- États-Unis : 15,65 millions de téléspectateurs[28] (première diffusion)
- France : 8,957 millions de téléspectateurs[29] (première diffusion)

- Boti Ann Bliss (Maxine Valera)
- David Lee Smith (Rick Stetler)
- Sofia Milos (Yelina Salas)
- Brendan Fehr (Dan Cooper)
- Chase Ryan Jeffery (Bart)
- Paul James (Duncan)
- Lisa Sheridan (Kathleen Newberry)
- Elizabeth Berkley (Julia Winston)
- Anna Rose Hopkins (Pamela Osborne)
- Cornell Womack (Ted Wallace)
- Giancarlo Esposito (Chef Braga)
- Kim Coates (Ron Saris)
- Greg Collins (U.S. Marshall)

### Épisode 16:Le grand nettoyage
- États-Unis : 1er avril 2008 sur CBS
- France : 26 mai 2009
- Québec : 14 décembre 2009 sur Séries+[30]

- États-Unis : 14,23 millions de téléspectateurs[28] (première diffusion)
- France : 9,118 millions de téléspectateurs[29] (première diffusion)

- Elizabeth Berkley (Julia Winston)
- Kim Coates (Ron Saris)
- Carlos Jacott (Paul Evett)
- Chad Donella (Seth McAdams)
- Collins Pennie (Tommy)
- Evan Ellingson (Kyle Harmon)
- Brendan Fehr (Dan Cooper)
- Graham McTavish (Mitch Davis)
- Jon Briddell (Robert Milland)
- Teddy Lane Jr. (Agent du SWAT)
- Ludwig Manukian (homme de la fourrière)
- Mateus Pare (chef des malfrats)

### Épisode 17:Pièges en direct
- États-Unis /  Canada : 21 avril 2008 sur CBS / CTV
- France : 16 juin 2009 sur TF1
- Québec : 4 janvier 2010 sur Séries+[31]

- États-Unis : 14,38 millions de téléspectateurs[32] (première diffusion)
- Canada : 2,036 millions de téléspectateurs[33] (première diffusion)
- France : 6,86 millions de téléspectateurs[34](première diffusion)

- Evan Ellingson (Kyle Harmon)
- Vivian Dugre (Heather Amberson)
- Brendan Ford (Sean Radley)
- Stephanie Niznik (Deborah Radley)
- Jordan Hinson (Hannah Radley)
- Guy Killum (Tony Massaro)
- George Newbern (Kevin Weaver)
- Peter James Smith (Lou Durning)
- Shane Johnson (T.J. Pratt)
- Alexa Nikolas (Mallary Harding)
- Tony Franchitto (Mr. Harding)
- Shea Curry (Mme Harding)
- Rebecca Marshall (Lisa Ross)
- BJ Britt (Jared Belk)
- Catherine Kresge (Allison)

### Épisode 18:Tout s'écroule
- États-Unis /  Canada : 28 avril 2008 sur CBS / CTV
- France : 19 mai 2009 sur TF1
- Québec : 11 janvier 2010 sur Séries+

- États-Unis : 13,88 millions de téléspectateurs[35] (première diffusion)
- Canada : 1,759 million de téléspectateurs[36] (première diffusion)
- France : 8,48 millions de téléspectateurs[37] (première diffusion)

- Evan Ellingson (Kyle Harmon)
- Boti Ann Bliss (Maxine Valera)
- John Schneider (Charles Brighton)
- Kaitlin Doubleday (Amanda Brighton)
- Nicole Randall (Lori Stoltz)
- Lamont Johnson (Keith Farrell)
- Michael DeLorenzo (en) (Carlos Santiago)
- Edi Gathegi (Freddie Mays)
- Matt Bushell (Dan Kirkland)
- Tom Virtue (Richard Cyrus)
- Antal Kalik (Jeff Lanier)
- Tom Hines (Steve)

### Épisode 19:Une trop lourde ardoise
- États-Unis /  Canada : 5 mai 2008 sur CBS / CTV
- France : 9 juin 2009 sur TF1
- Québec : 18 janvier 2010 sur Séries+

- États-Unis : 14,11 millions de téléspectateurs[38] (première diffusion)
- France : 7,827 millions de téléspectateurs[39] (première diffusion)

- Evan Ellingson (Kyle Harmon)
- Boti Ann Bliss (Maxine Valera)
- Harrison Knight (Bryan Woods)
- Basil Wallace (Henry Woods)
- Jack McGee (Agent Brad Sylvestri de la DEA)
- Katherine Moennig (Mary Landis)
- Scott Elrod (Jim Barber)
- Toby Hemingway (Trey Holt)
- Stoney Westmoreland (Phillip Rockland)
- Sam Younis (gérant de l'hôtel)
- Chad Henderson (urgentiste)

### Épisode 20:Erreur inhumaine
- États-Unis /  Canada : 12 mai 2008 sur CBS / CTV
- France : 9 juin 2009 sur TF1
- Québec : 25 janvier 2010 sur Séries+

- États-Unis : 13,92 millions de téléspectateurs[40] (première diffusion)
- Canada : 1,85 million de téléspectateurs[41] (première diffusion)
- France : 7,757 millions de téléspectateurs[42] (première diffusion)

- Evan Ellingson (Kyle Harmon)
- Boti Ann Bliss (Maxine Valera)
- David Lee Smith (Rick Stetler)
- Tom Sizemore (Kurt Rossi)
- Tim Griffin (Briggs)
- Garett Maggart (Michael Maddox)
- Mireille Enos (Lucy Maddox)
- David Furr (Neil Jackson)
- Mark Famiglietti (Charlie Decker)
- Chris Williams (Peter Cullen)
- Toni Wynne (Debbie Schiffer)
- Scotty Crowe (Danny)
- Jacquelyn Houston (thérapeute)
- Alec Bieker (livreur de journaux)
- Ryan Cafeo (voix off frénétique)

### Épisode 21:L'Homme à abattre
- États-Unis /  Canada : 19 mai 2008 sur CBS / CTV
- France : 16 juin 2009 sur TF1
- Québec : 1er février 2010 sur Séries+[43]

- États-Unis : 16,26 millions de téléspectateurs[44] (première diffusion)
- France : 7,15 millions de téléspectateurs[34] (première diffusion)

- Evan Ellingson (Kyle Harmon)
- Elizabeth Berkley (Julia Winston)
- Kim Coates (Ron Saris)
- Steve Braun (Brad Gower)
- David Keith (Agent Evan Caldwell)
- Lyriq Bent (Colin Madison)
- Jose Zuniga (Juan Ortega)
- Jay Tavare (Manny Ortega)
- Allison McAtee (Shannon Higgins)
- Kurt Long (Thomas Wellner)